# Bascanichthys paulensis
Bascanichthys paulensis är en fiskart som beskrevs av Storey, 1939. Bascanichthys paulensis ingår i släktet Bascanichthys och familjen Ophichthidae. Inga underarter finns listade.